# Saint-Pern
Saint-Pern é uma comuna francesa na região administrativa da Bretanha, no departamento Ille-et-Vilaine. Estende-se por uma área de 12,03 km². Em 2010 a comuna tinha 1 059 habitantes (densidade: 88 hab./km²).